# Орляковые скаты
Орляко́вые скаты или орляки (лат. Myliobatidae) — семейство крупных скатов, обитающих в отличие от своих сородичей не вдоль морского дна, а свободно плавающих в открытом море тропических и субтропических регионов. Грудные плавники членов подсемейства сужаются или прерываются на уровне глаз. Голова отчётливо выделяется. Под вершиной рыла передние края грудных плавников у членов подсемейств Rhinopterinae и Myliobatinae соединяются, образуя выступ, напоминающий утиный клюв. У членов подсемейства Mobulinae передние края грудных плавников обособлены и образуют у глаз выросты, напоминающие рога. Голова, туловище и похожие на крылья, заострённые на концах грудные плавники орляковых скатов образуют диск, имеющий форму ромба. Бичеобразный хвост очень длинный и у некоторых видов оснащён ядовитым шипом у основания. Орляковые скаты передвигаются с помощью волнистых движений своих плавников. К их добыче относятся моллюски и ракообразные, чьи оболочки они без труда раздавливают своими очень твёрдыми зубами. Манты и мобулы питаются отфильтровывая из воды планктон. Как и большинству скатов, орляковым свойственно живорождение, причём детёныши появляются на свет хвостом вперёд.
Название семейства и одного из родов происходит от слов др.-греч. μύλος — «дробилка», «мельница» и лат. batis — «скат».

## Классификация
Согласно одной из наиболее распространённыхклассификаций, выделяют более 40 видов в семи родах:
- Подсемейство Myliobatinae
  - Aetobatus Blainville — Пятнистые орляки
  - Aetomylaeus Garman, 1908 — Летучие скаты
  - Myliobatis Cuvier, (ex. A. M. C. Duméril), 1816) — Орляки (род)
  - Pteromylaeus Gilbert, 1898 — Крылатые орляки
- Подсемейство Rhinopterinae
  - Rhinoptera (Mitchill, 1815) — Бычерылы
- Подсемейство Mobulinae
  - Manta Rafinesque, 1810 — Манты (род)
  - Mobula (Mitchill, 1815) — Мобулы